# Djezar
Djezar es un municipio (baladiyah) de la provincia o valiato de Batna en Argelia. En abril de 2008 tenía una población censada de 22 124 habitantes.
Se encuentra ubicado al noreste del país, sobre los montes Atlas, cerca de la costa del mar Mediterráneo, de la frontera con Túnez y de las turísticas ruinas de Timgad y Lambaesis.